# Murksi
Murksi is een gehucht in de Estlandse gemeente Kuusalu, provincie Harjumaa. De plaats heeft de status van dorp (Estisch: küla).

## Bevolking
Het dorp had 6 inwoners op 31 december 2011 en 5 inwoners op 31 december 2021.

## Geschiedenis
Murksi werd voor het eerst genoemd in 1798 onder de naam Murksa. Het was toen een boerderij die viel onder het landgoed van Kõnnu. Na 1920 groeide Murksi uit tot nederzetting, die in 1930 de status van dorp kreeg. In 1977 werd Murksi bij Kõnnu gevoegd. In 1997 werd het weer een zelfstandig dorp.